# Vilém Rakousko-Těšínský
Vilém František Karel Rakousko-Těšínský (21. dubna 1827, Vídeň – 29. července 1894, Weikerdorf u Badenu) byl rakouský arcivévoda z rodu Habsburků, syn arcivévody Karla Ludvíka Těšínského a arcivévodkyně Jindřišky Nasavsko-Weilburské. Od dětství sloužil v rakouské armádě a vzhledem ke svému původu rychle postupoval v hodnostech, jako dvacetiletý byl již generálmajorem (1847). Aktivně se zúčastnil několika válečných tažení a v roce 1866 byl zraněn v bitvě u Hradce Králové. V rakousko-uherské armádě dosáhl hodnosti polního zbrojmistra a doživotně zastával funkci generálního inspektora dělostřelectva. V letech 1863–1894 působil jako velmistr Řádu německých rytířů.

## Životopis

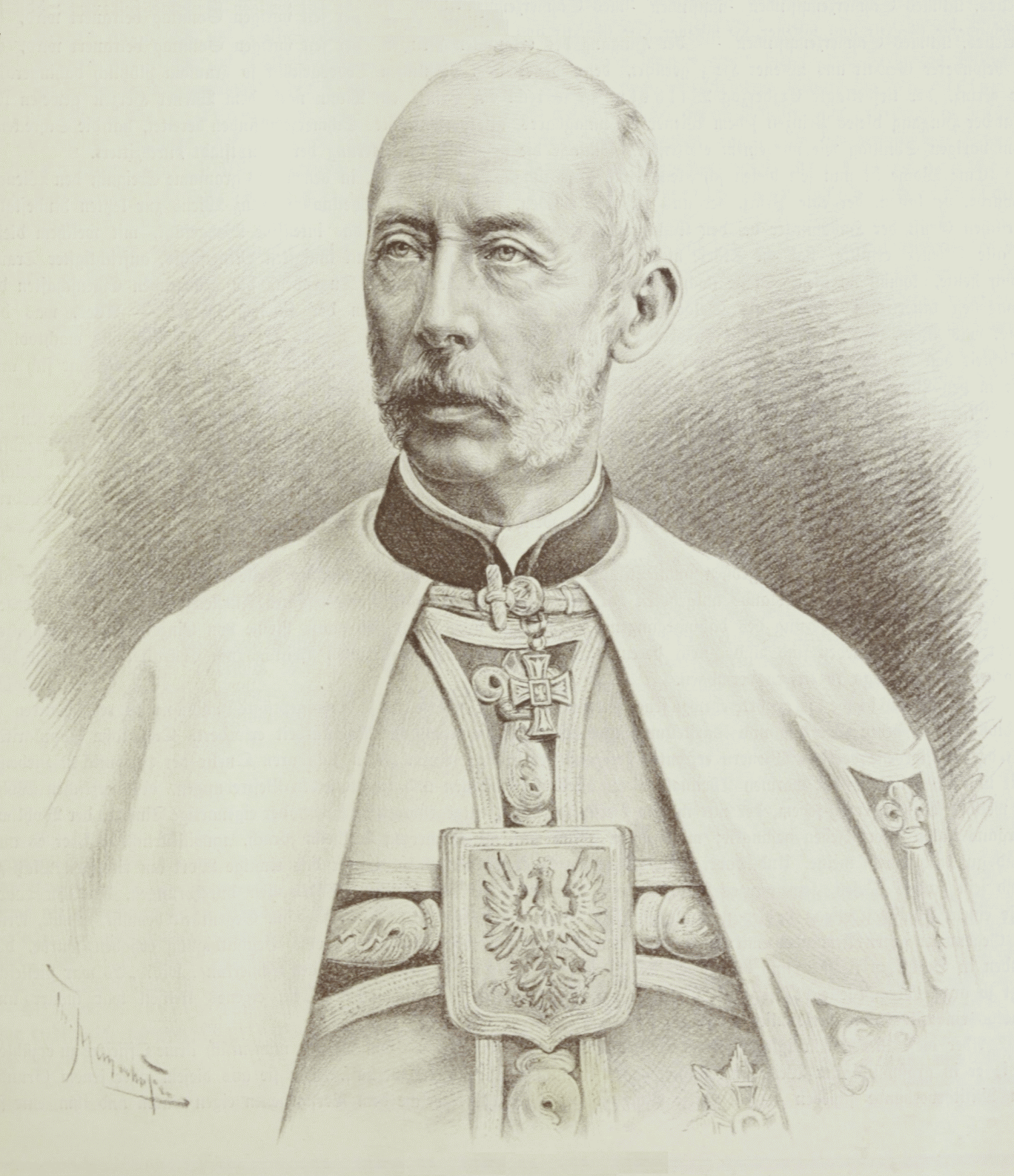
Arcivévoda Vilém (1894)

Narodil se jako pátý syn arcivévody Karla (1771–1847), proslulého vojevůdce napoleonských válek, a jeho manželky princezny Henrietty Nasavské (1797–1829). Jako mladší potomek se měl věnovat církevní dráze, ale již v roce 1842 byl jmenován plukovníkem a stal se majitelem 12. pěšího pluku. Studoval na univerzitě ve Vídni a v roce 1846 se stal členem Řádu německých rytířů. Při příležitosti dvacátých narozenin byl povýšen do hodnosti generálmajora (1847) a poté se zúčastnil bojů v Itálii během revoluce 1848–1849. V roce 1853 dosáhl hodnosti polního podmaršála a po zrušení ministerstva války se jako vrchní velitel stal přední osobnosti armády Rakouského císařství. Z titulu této funkce se také zúčastnil zasedání vlády. Během války se Sardinií byl inspektorem rakouského dělostřelectva v Itálii. Po úmrtí maršála Windischgrätze převzal funkci guvernéra spolkové pevnosti v Mohuči (1862–1864). V roce 1863 se stal nástupcem arcivévody Maxmiliána ve funkci velmistra Řádu německých rytířů a v roce 1864 byl jmenován generálním inspektorem dělostřelectva rakouské armády. V roce 1866 se zúčastnil prusko-rakouské války a jako velitel dělostřelectva byl zraněn v bitvě u Hradce Králové. V armádě dosáhl v roce 1867 druhé nejvyšší hodnosti polního zbrojmistra. Funkci generálního inspektora dělostřelectva zastával až do smrti.

### Velmistr Řádu německých rytířů

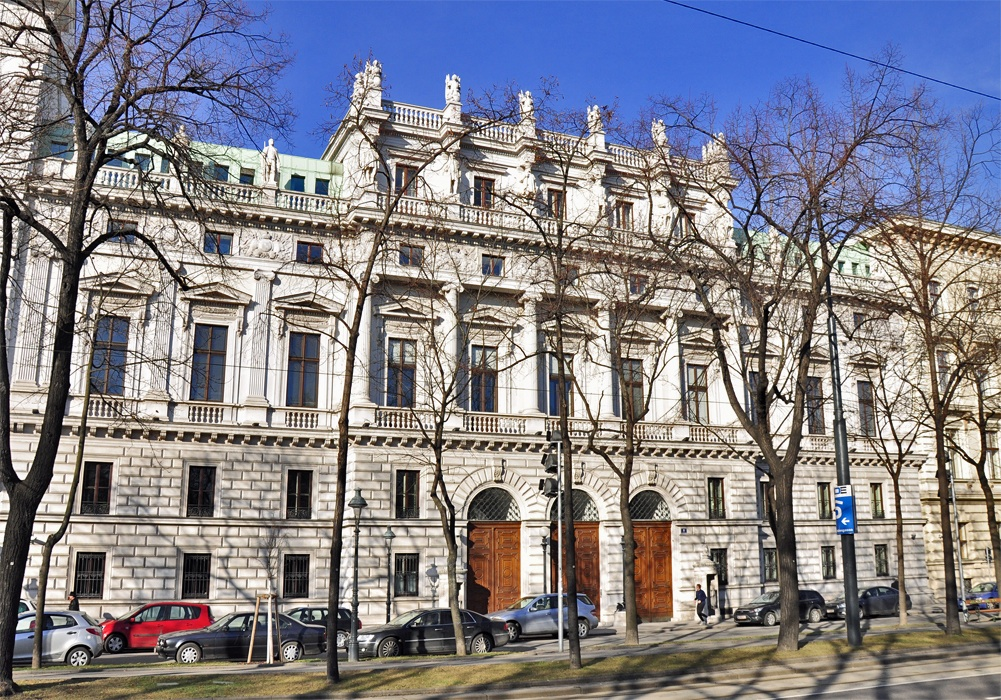
Palác arcivévody Viléma ve Vídni

Jako velmistr Řádu německých rytířů spravoval rozsáhlý majetek na severní Moravě a ve Slezsku, k němuž patřilo přibližně 24 000 hektarů půdy. Řádovými sídly byly zámky Bruntál, Horní Dlouhá Loučka a hrady Bouzov a Sovinec. Oficiální rezidencí velmistra byl zámek v Bruntále, hospodářská správa řádových velkostatků ale sídlila ve Vídni. Po Ženevské konvenci a založení Mezinárodního červeného kříže (1863) spojil činnost Německého řádu s charitativním působením. Zahájil budování nemocnic, již za prusko-rakouské války v roce 1866 zřídil polní lazaret na zámku Bruntál, později nechal vybudovat další nemocnice v Opavě nebo Dlouhé Loučce. V roce 1866 nechal přemístit kněžský seminář ze Sovince do Opavy a na hradě Sovinec poté zřídil lesnickou školu. V Bruntále nechal zmodernizovat pivovar. Podporoval také rozvoj lázní Karlova Studánka, kde jeho jméno neslo několik objektů přejmenovaných po roce 1918. K významným architektonickým symbolům Karlovy Studánky patři tzv. Pitný pavilon z roku 1864, který do zániku monarchie nesl název Wilhelm Quelle. Jménem arcivévody Viléma byl pojmenován také lázeňský dům Vila Wilhelm postavený v letech 1893–1894 (dnes vila Vlasta). V roce 1888 navštívil Bouzov v doprovodu svého synovce arcivévody Evžena, který byl jeho nástupcem v úřadu velmistra a koncem 19. inicioval přestavbu hradu Bouzov do současné podoby.
Ve Vídni byl jeho sídlem palác v ulici Parkring 8 (známý jako Deutschmeister-Palais) postavený podle projektu Theophila Hansena (1864–1868). Často pobýval také na zámku Weilburg, který byl majetkem jeho staršího bratra Albrechta. 
Jako habsburský arcivévoda byl od roku 1861 automaticky členem rakouské Panské sněmovny, za zásluhy v prusko-rakouské válce obdržel velkokříž Leopoldova řádu, dále byl nositelem Vojenského záslužného kříže. 
Po předčasném úmrtí staršího bratra Karla Ferdinanda byl ustanoven Poručníkem jeho nezletilých dětí, mezi ně patřil také synovec Evžen (1863–1954), který byl Vilémovým nástupcem jako velmistr Řádu německých rytířů. 
Měl nemanželského syna Karla (1860–1881), který se narodil z poměru s rakouskou divadelní herečkou a zpěvačkou Marií Lutzovou (1840–1872). Ta se později provdala za Karla Rotta a ten Vilémova syna přijal za svého. 
Zemřel tragicky po pádu z koně, který se splašil před projíždějícím automobilem. Byl pohřben v Císařské hrobce ve Vídni (v části Neue Gruft, rakev č. 120).

## Vývod z předků
|                                         |                                    |  |                                  |                                             |  |  |  |  |  |  |  | Leopold Josef Lotrinský |
|                                         |                                    |  |                                  |                                             |  |  |  |  |  |  |  |                         |
|                                         | František I. Štěpán Lotrinský      |  |                                  |                                             |  |  |  |  |  |  |  |                         |
|                                         |                                    |  |                                  |                                             |  |  |  |  |  |  |  |                         |
|                                         |                                    |  |                                  | Alžběta Charlotta Orléanská                 |  |  |  |  |  |  |  |                         |
|                                         |                                    |  |                                  |                                             |  |  |  |  |  |  |  |                         |
|                                         | Leopold II.                        |  |                                  |                                             |  |  |  |  |  |  |  |                         |
|                                         |                                    |  |                                  |                                             |  |  |  |  |  |  |  |                         |
|                                         |                                    |  |                                  | Karel VI.                                   |  |  |  |  |  |  |  |                         |
|                                         |                                    |  |                                  |                                             |  |  |  |  |  |  |  |                         |
|                                         | Marie Terezie                      |  |                                  |                                             |  |  |  |  |  |  |  |                         |
|                                         |                                    |  |                                  |                                             |  |  |  |  |  |  |  |                         |
|                                         |                                    |  |                                  | Alžběta Kristýna Brunšvicko-Wolfenbüttelská |  |  |  |  |  |  |  |                         |
|                                         |                                    |  |                                  |                                             |  |  |  |  |  |  |  |                         |
|                                         | Karel Ludvík Rakousko-Těšínský     |  |                                  |                                             |  |  |  |  |  |  |  |                         |
|                                         |                                    |  |                                  |                                             |  |  |  |  |  |  |  |                         |
|                                         |                                    |  |                                  | Filip V. Španělský                          |  |  |  |  |  |  |  |                         |
|                                         |                                    |  |                                  |                                             |  |  |  |  |  |  |  |                         |
|                                         | Karel III. Španělský               |  |                                  |                                             |  |  |  |  |  |  |  |                         |
|                                         |                                    |  |                                  |                                             |  |  |  |  |  |  |  |                         |
|                                         |                                    |  |                                  | Isabela Farnese                             |  |  |  |  |  |  |  |                         |
|                                         |                                    |  |                                  |                                             |  |  |  |  |  |  |  |                         |
|                                         | Marie Ludovika Španělská           |  |                                  |                                             |  |  |  |  |  |  |  |                         |
|                                         |                                    |  |                                  |                                             |  |  |  |  |  |  |  |                         |
|                                         |                                    |  |                                  | August III. Polský                          |  |  |  |  |  |  |  |                         |
|                                         |                                    |  |                                  |                                             |  |  |  |  |  |  |  |                         |
|                                         | Marie Amálie Saská                 |  |                                  |                                             |  |  |  |  |  |  |  |                         |
|                                         |                                    |  |                                  |                                             |  |  |  |  |  |  |  |                         |
|                                         |                                    |  |                                  | Marie Josefa Habsburská                     |  |  |  |  |  |  |  |                         |
|                                         |                                    |  |                                  |                                             |  |  |  |  |  |  |  |                         |
| Vilém František Karel Rakousko-Těšínský |                                    |  |                                  |                                             |  |  |  |  |  |  |  |                         |
|                                         |                                    |  |                                  |                                             |  |  |  |  |  |  |  |                         |
|                                         |                                    |  | Karel August Nasavsko-Weilburský |                                             |  |  |  |  |  |  |  |                         |
|                                         |                                    |  |                                  |                                             |  |  |  |  |  |  |  |                         |
|                                         | Karel Kristián Nasavsko-Weilburský |  |                                  |                                             |  |  |  |  |  |  |  |                         |
|                                         |                                    |  |                                  |                                             |  |  |  |  |  |  |  |                         |
|                                         |                                    |  |                                  | Augusta Frederika Nasavsko-Idsteinská       |  |  |  |  |  |  |  |                         |
|                                         |                                    |  |                                  |                                             |  |  |  |  |  |  |  |                         |
|                                         | Bedřich Vilém Nasavsko-Weilburský  |  |                                  |                                             |  |  |  |  |  |  |  |                         |
|                                         |                                    |  |                                  |                                             |  |  |  |  |  |  |  |                         |
|                                         |                                    |  |                                  | Vilém IV. Oranžský                          |  |  |  |  |  |  |  |                         |
|                                         |                                    |  |                                  |                                             |  |  |  |  |  |  |  |                         |
|                                         | Karolína Oranžsko-Nasavská         |  |                                  |                                             |  |  |  |  |  |  |  |                         |
|                                         |                                    |  |                                  |                                             |  |  |  |  |  |  |  |                         |
|                                         |                                    |  |                                  | Anna Hannoverská                            |  |  |  |  |  |  |  |                         |
|                                         |                                    |  |                                  |                                             |  |  |  |  |  |  |  |                         |
|                                         | Jindřiška Nasavsko-Weilburská      |  |                                  |                                             |  |  |  |  |  |  |  |                         |
|                                         |                                    |  |                                  |                                             |  |  |  |  |  |  |  |                         |
|                                         |                                    |  |                                  | Vilém Ludvík z Kirchbergu                   |  |  |  |  |  |  |  |                         |
|                                         |                                    |  |                                  |                                             |  |  |  |  |  |  |  |                         |
|                                         | Vilém Jiří z Kirchbergu            |  |                                  |                                             |  |  |  |  |  |  |  |                         |
|                                         |                                    |  |                                  |                                             |  |  |  |  |  |  |  |                         |
|                                         |                                    |  |                                  | Luisa ze Salm-Dhaunu                        |  |  |  |  |  |  |  |                         |
|                                         |                                    |  |                                  |                                             |  |  |  |  |  |  |  |                         |
|                                         | Luisa Isabela z Kirchbergu         |  |                                  |                                             |  |  |  |  |  |  |  |                         |
|                                         |                                    |  |                                  |                                             |  |  |  |  |  |  |  |                         |
|                                         |                                    |  |                                  | Jindřich XI. Reuss z Greiz                  |  |  |  |  |  |  |  |                         |
|                                         |                                    |  |                                  |                                             |  |  |  |  |  |  |  |                         |
|                                         | Isabella Augusta Reuss-Greiz       |  |                                  |                                             |  |  |  |  |  |  |  |                         |
|                                         |                                    |  |                                  |                                             |  |  |  |  |  |  |  |                         |
|                                         |                                    |  |                                  | Konradina Reussová z Kestřic                |  |  |  |  |  |  |  |                         |
|                                         |                                    |  |                                  |                                             |  |  |  |  |  |  |  |                         |